# جامعة فلوريدا

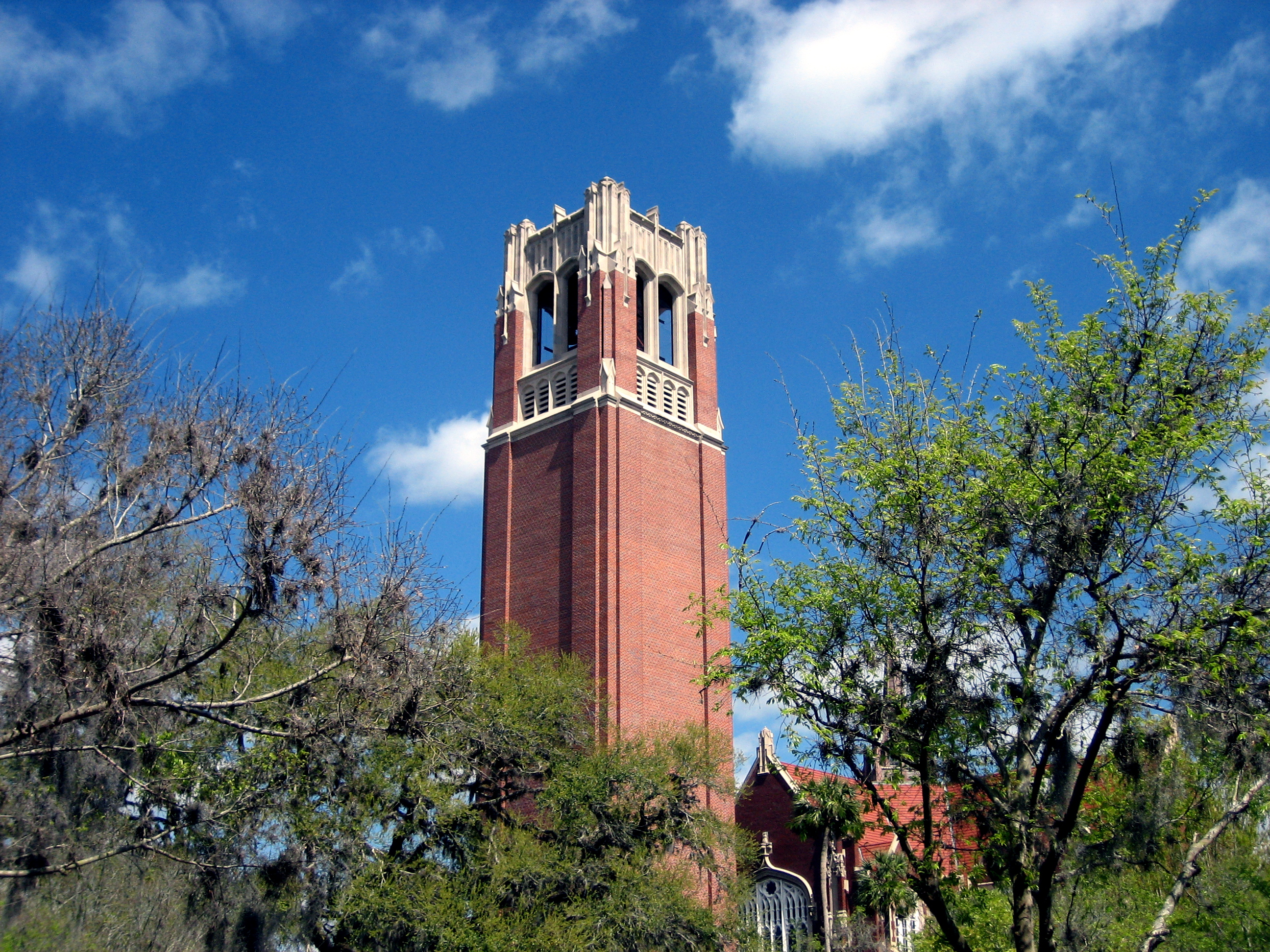
برج القرن

جامعة فلوريدا (بالإنجليزية: University of Florida)‏ هي جامعة أمريكية عامة تأسست عام 1853 تقع على مساحة 8.1 كيلومتر مربع في مدينة غينزفيل، فلوريدا.

## أشهر خريجين الجامعة
- مارشال نيرنبرغ الحاصل على جائزة نوبل في الطب عام 1968
- روبرت غرابز الحاصل على جائزة نوبل في الكيمياء عام 2005
- بوب غراهام سياسي أمريكي
- فاي دوناوي ممثلة أمريكية